# Malabuyoc
Malabuyoc è una municipalità di quinta classe delle Filippine, situata nella Provincia di Cebu, nella Regione del Visayas Centrale.
Malabuyoc è formata da 14 baranggay:
- Armeña (Cansilongan)
- Barangay I (Pob.)
- Barangay II (Pob.)
- Cerdeña (Ansan)
- Labrador (Bulod)
- Looc
- Lombo
- Mahanlud
- Mindanao (Pajo)
- Montañeza (Inamlang)
- Salmeron (Bulak)
- Santo Niño
- Sorsogon (Balimaya)
- Tolosa (Calatagan)